# Мајсан
Мајсан је мало ненасељено острво у хрватском делу Јадранског мора.
Мајсан се налази у Пељешком каналу 2 km јужно од насеља Оребић на полуострву Пељешцу. Површина острва износи 0,153 km². Дужина обалске линије је 1,74 km.. Највиша тачка на острву је 35 m.
Франо Радић ово оствро помиње под именом Максан, а име је добило по цркви Светог Максима.